# Arte ottoniana

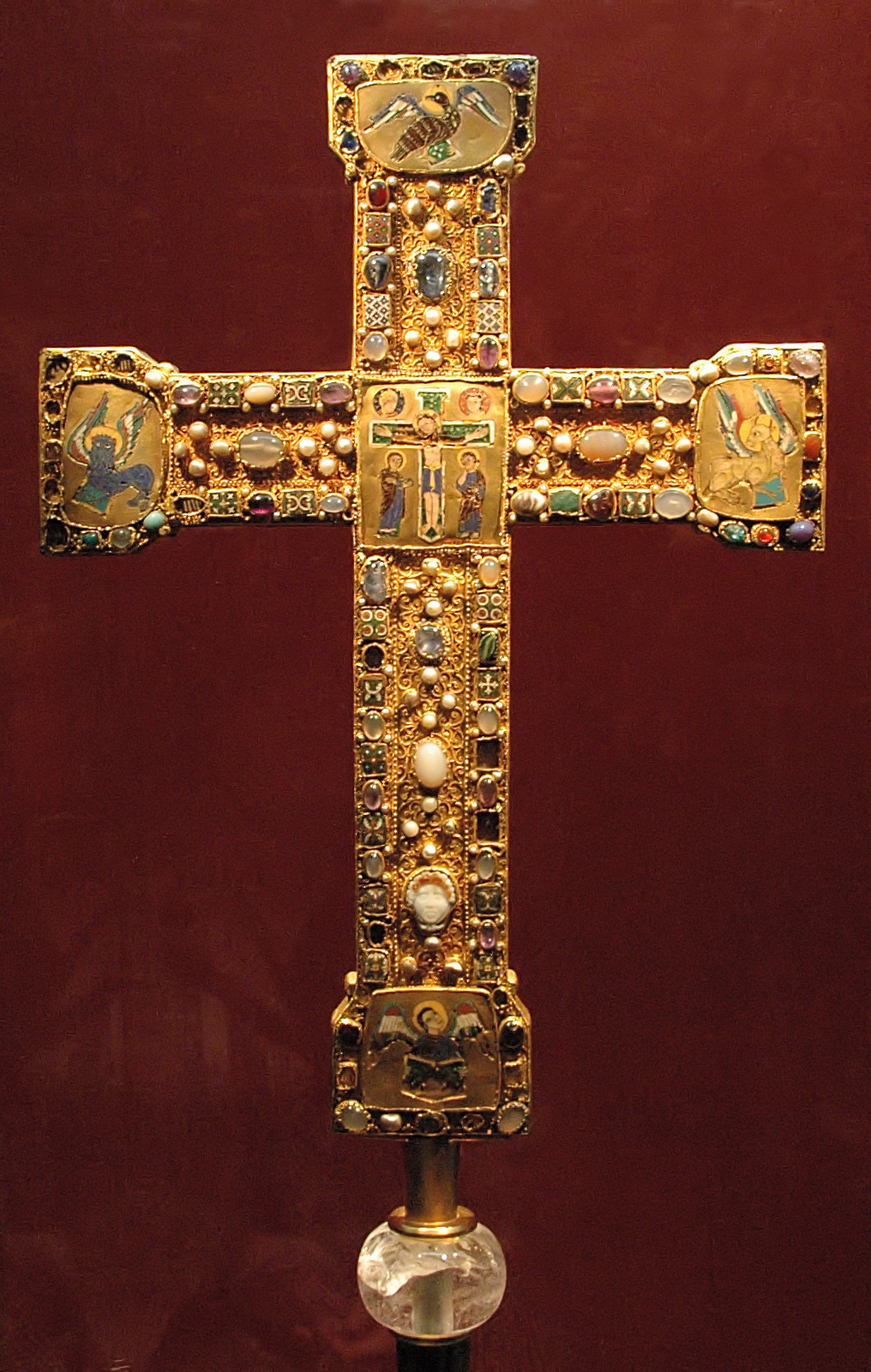
La Croce di Essen con i grandi smalti con gemme e grandi smalti senkschmelz, c. 1000

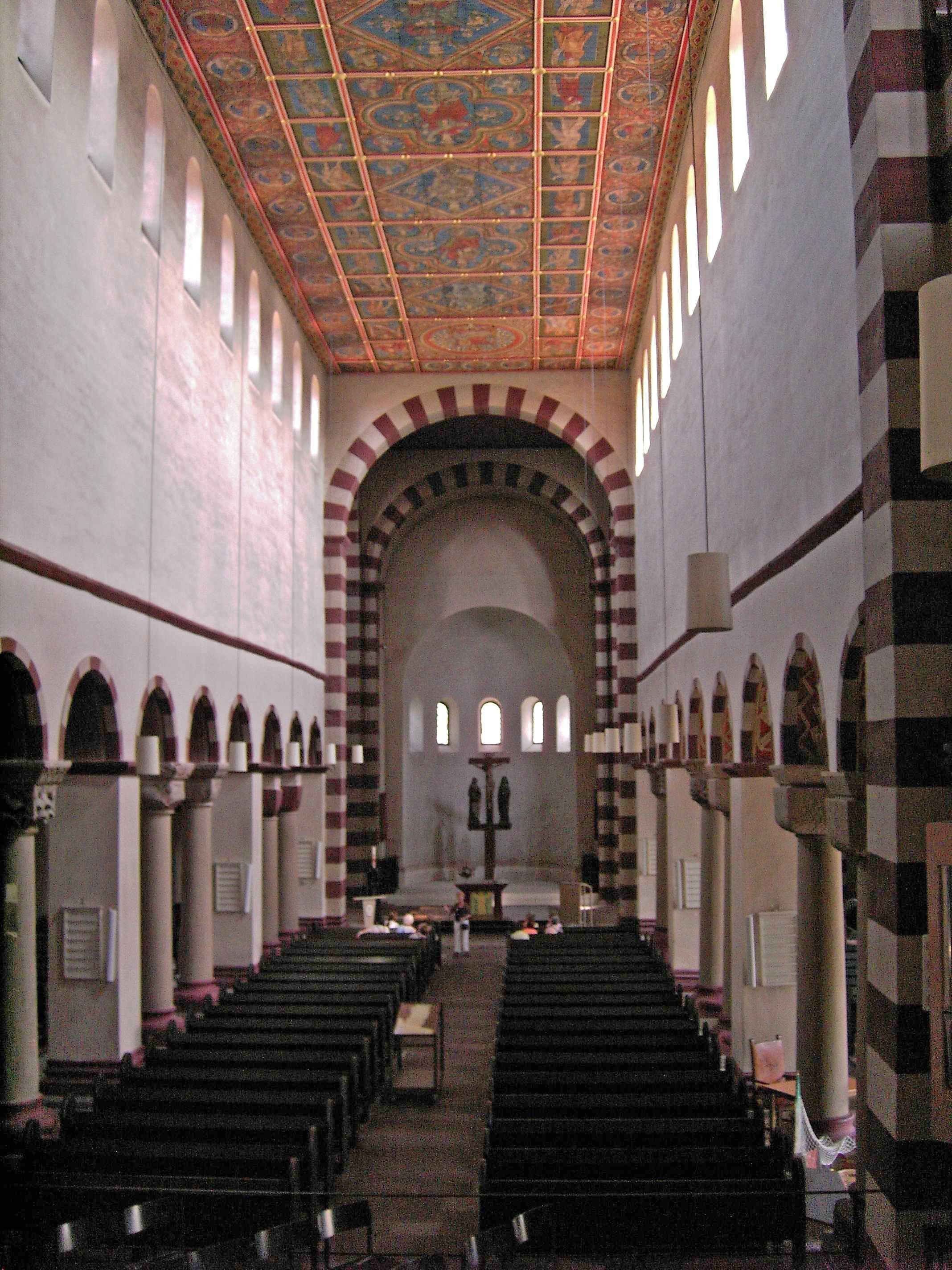
Interno della chiesa di San Michele a Hildesheim

Per arte ottoniana si intende la produzione artistica fiorita in Europa occidentale a partire dalla dinastia ottoniana, all'incirca dall'887 (deposizione di Carlo il Grosso) fino all'anno Mille, con particolare riferimento quindi al IX e X secolo.

## Contesto storico

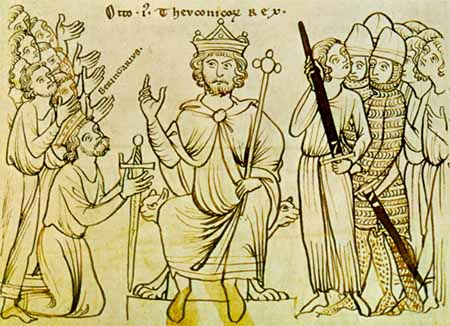
Ottone I sconfigge Berengario (Manuscriptum Mediolanense del XIII secolo)

La crisi dovuta alle nuove invasioni barbariche (dei Normanni, dei Danesi, degli Ungari e dei Saraceni) ed alle lotte intestine della classe al potere portarono a un frazionamento dell'Impero che generò una fitta rete di poteri locali. Erano gli albori del feudalesimo, tramite il quale venne riorganizzato il territorio, incidendo in maniera duratura sullo svolgersi economico e sociale futuro in quasi tutta Europa.
Nell'area germanica l'anarchia feudale venne interrotta solo dopo l'elezione di Enrico I, primo sovrano della Dinastia ottoniana, che riuscì ad imporsi anche perché riuscì a fermare una prima incursione dei temutissimi ungari. In questa linea fu fondamentale il ruolo svolto (non solo in area germanica ma anche nel Regno d'Italia) del figlio Ottone I che nel 955 presso Lechfeld, annientò definitivamente gli ungari e si fece incoronare a Roma nel 962; a partire da Ottone I, l'eredità culturale di Carlo Magno venne riutilizzata dagli imperatori successivi, il concetto della sacralità del sovrano non fu solo ripreso ma addirittura potenziato al massimo, anche per l'influsso dell'ideologia bizantina che in questo periodo penetrava all'interno del regno teutonico; contatti fondamentali vi erano stati per il matrimonio contratto tra Ottone II, figlio di Ottone I, e la principessa bizantina Teofano, nipote dell'imperatore Giovanni Zimisce.
Gli oggetti del potere del sovrano, le suppellettili degne della sua carica (scettri, corone, mantelli... i cosiddetti Regalia) gli arredi del palazzo reale e liturgici si caricano tutti di una forte carica sacrale, ben percepita dai sudditi del regno, come la corona del Sacro Romano Impero, fatta d'oro e impreziosita da gemme e smalti, oppure il mantello di consacrazione di Enrico II di Baviera conservato a Bamberga.
Sebbene la desiderata rifondazione dell'Impero carolingio non ebbe l'esito sperato (la parte dell'odierna Francia rimase sempre distaccata), più duraturo fu il Sacro Romano Impero (della nazione tedesca), sia sul piano politico che culturale.

## Architettura

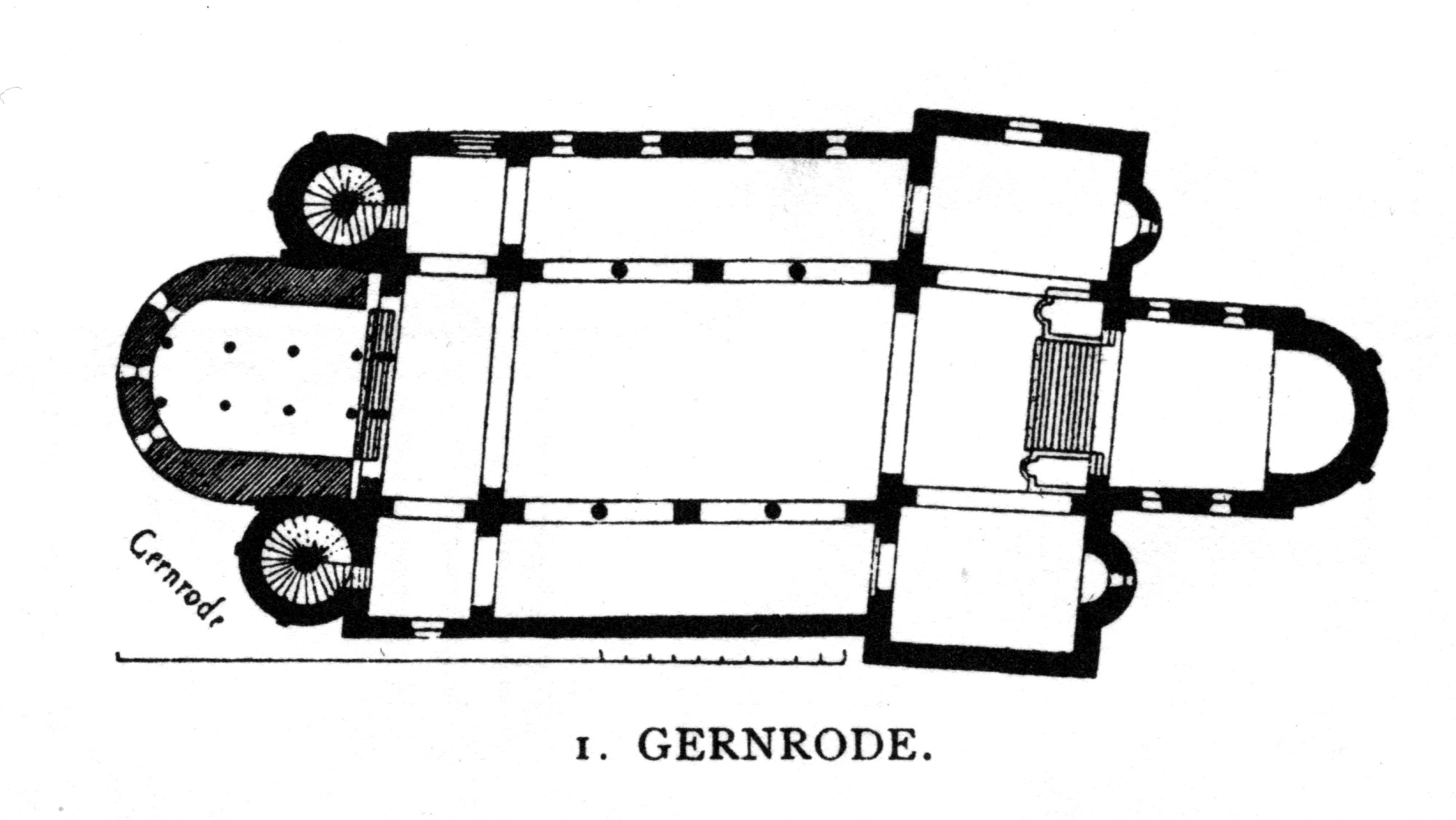
Pianta di San Ciriaco a Gernrode

Proprio come i sovrani carolingi, anche quelli ottoniani furono instancabili fondatori di grandi edifici ecclesiastici (abbazie, cattedrali) che si distinguono per un corpo occidentale contrapposto al coro riservato all'imperatore. Proprio gli alti dignitari ecclesiastici furono i più stretti collaboratori dei sovrani, come Brunone, fratello di Ottone I e arcivescovo di Colonia, Egberto, arcivescovo di Treviri e cancelliere di Ottone II, Bernoardo di Hildesheim e Gilberto d'Aurillac, precettore di Ottone III e futuro Papa col nome di Silvestro II.
Proprio in area germanica si possono vedere i migliori esempi di edilizia monumentale di epoca ottoniana, ma la maggior parte delle cattedrali fondate in quel periodo venne profondamente stravolta nei secoli successivi, come la Cattedrale di Magdeburgo, fondata nel 955 da Ottone I, che presentava un impianto basilicale con doppio transetto e fu distrutta da un duplice incendio.
Si può averne un'idea tramite lo studio della chiesa di San Ciriaco a Gernrode, fatta costruire tra il 960 e il 965 dal margravio Gerone. Il corpo centrale è composto da tre brevi navate, circondate dal transetto orientale e il Westwerk, al quale sono affiancate due torri scalari. A questi elementi tipicamente carolingi si aggiungono varie novità soprattutto nell'alzato, come l'alternarsi di pilastri e colonne (che sottolineano la singola campata invece che lo sviluppo longitudinale della navata), le massicce murature ispessite, le arcate semicieche all'interno di gallerie sulla navata centrale, la geometrica razionalità; nei capitelli invece si contrappone una fantasiosa inventiva, dove tra le foglie scolpite di uno stile corinzio stilizzato compaiono delle testine umane: tutti elementi strutturali e decorativi che anticipano l'architettura romanica.
La ripresa di motivi carolingi è tipica di questo periodo, ma essi vengono sempre modificati e talvolta stravolti, come nella citazione della Cappella Palatina di Aquisgrana presso la chiesa abbaziale della Trinità ad Essen, dove le doppie arcate transennate non sorreggono nessuna cupola, quindi rammentano l'esempio di Aquisgrana ma non ne hanno la stessa valenza strutturale.

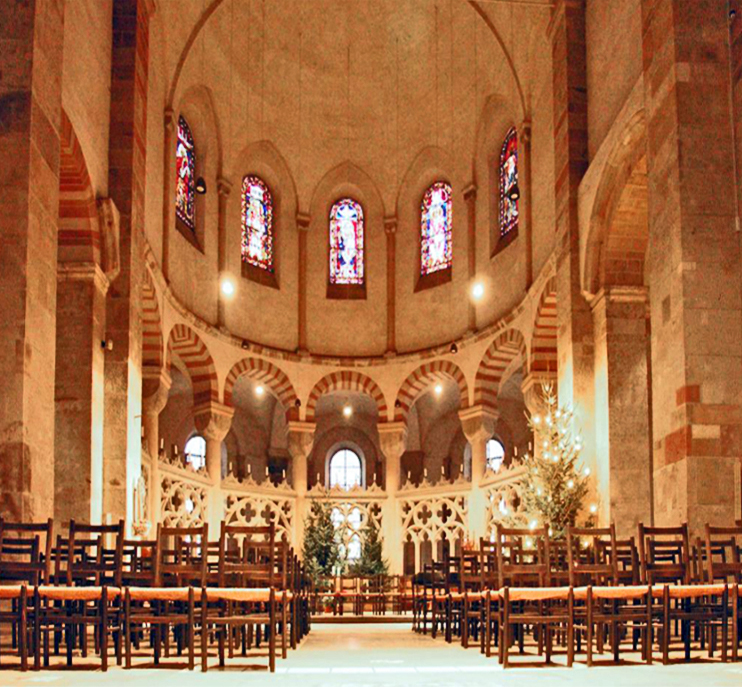
Santa Maria in Campidoglio, Colonia

Verso la metà dell'XI secolo un cantiere importante era la chiesa di Santa Maria in Campidoglio a Colonia, fondata come luogo di culto di un convento voluto dall'Imperatore, venne edificata su commissione della badessa Hilda e conclusa nel 1065. Il corpo della chiesa a tre navate è caratterizzato da regolari arcate su pilastri fino alle maestose absidi, cinte da un deambulatorio, impostato come prosecuzione delle navate laterali, e coperte da volte. La razionalità della pianta garantisce equilibrio e grandiosità.
Immediatamente successiva è la Cattedrale di Spira, la cui edificazione fu promossa da Corrado II, poco dopo la sua elezione nel 1024. Venne consacrata nel 1061. La monumentale navata centrale, coperta da soffitto piano, mentre le navate laterali presentano le volte, è particolarmente sviluppata in lunghezza ed altezza. Semicolonne addossate ai pilastri scandiscono lo spazio, grazie alla loro eccezionale lunghezza che va oltre il cleristorio, dove sostengono degli archi poco sotto l'imposta del soffitto: ecco che la parete stessa inizia a venire trattata come un elemento plastico da modellare, tramite variazioni negli elementi architettonici, per ottenere particolari effetti. Nella cripta, pantheon degli imperatori della dinastia salica, si trovano anche qui semicolonne appoggiate ai pilastri, le quali, facendo da appoggio agli archi, danno una chiarezza ben visibile alla struttura portante.

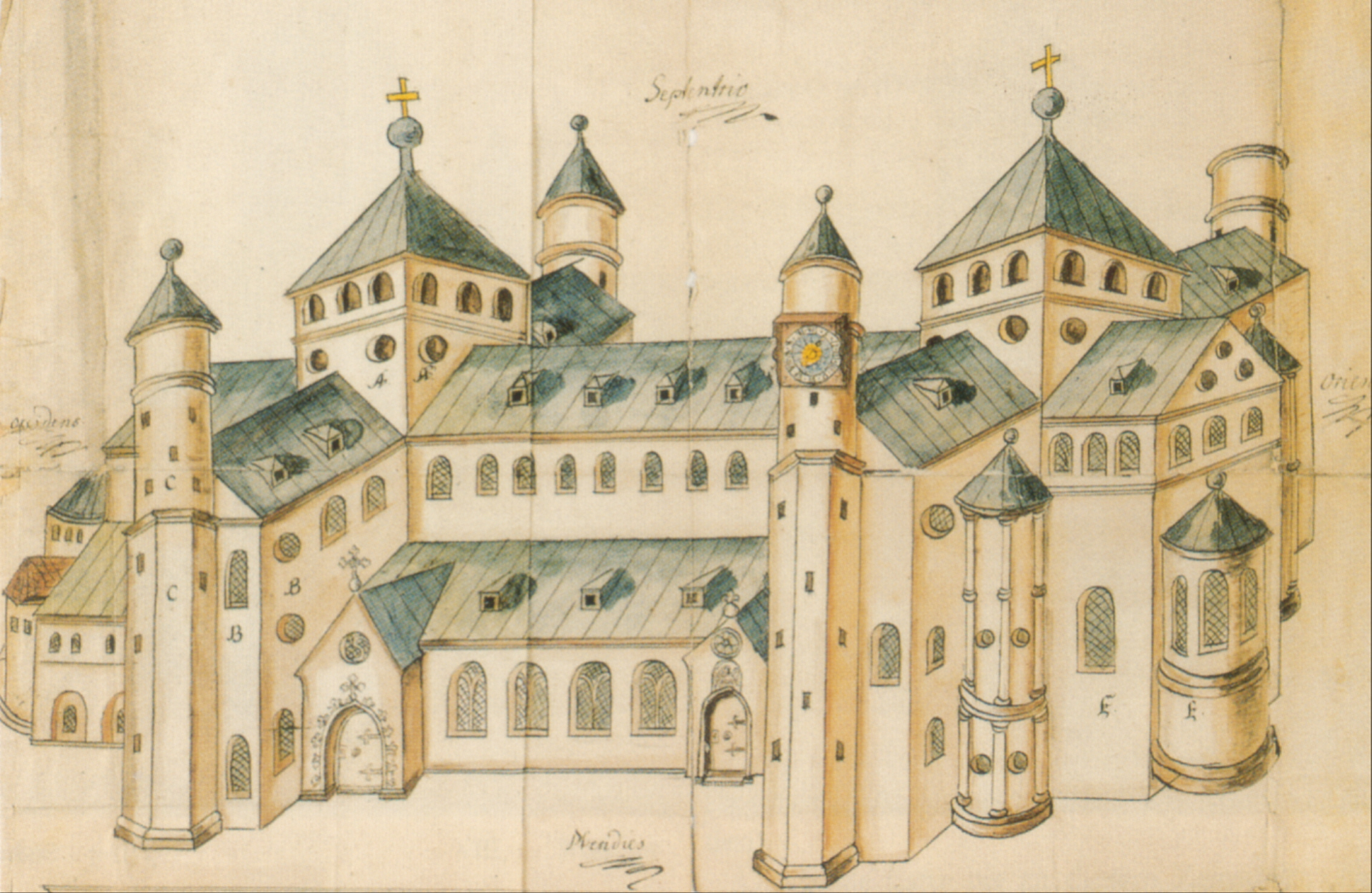
Disegno della chiesa di San Michele a Hildesheim

In Sassonia il capolavoro di questo periodo è la chiesa abbaziale di San Michele a Hildesheim, dalla pianta generata dallo schema geometrico con tre quadrati: uno centrale delle navate e due quasi gemelli alle estremità, uno con il transetto e tre absidi, uno con una profonda abside con deambulatorio poggiata sulla cripta. Anche l'alzato è calcolato su proporzioni armoniche di tipo matematico (1/1, 1/2 o 1/3) e si ha una visione come di solidi geometrici definiti dalle murature lisce e compatte che si intersecano in un gioco di vuoti e pieni. Nell'interno pilasti e colonne si alternano tra le navate ed alle estremità dei tensetti si trovano i cosiddetti cori degli angeli, con finestre che decrescono in alto secondo rapporti matematici.
Oltre alle grandi cattedrali in Europa si assiste alla formazione di un sistema di piccole pievi di campagna, che favorirono una riorganizzazione amministrativa del territorio. Anche in Italia si ebbero molti di questi esempi, tra i quali spicca la pieve di Galliano, con battistero, ispirata al modello di San Satiro, ma più monumentale per le massicce masse murarie impiegate.

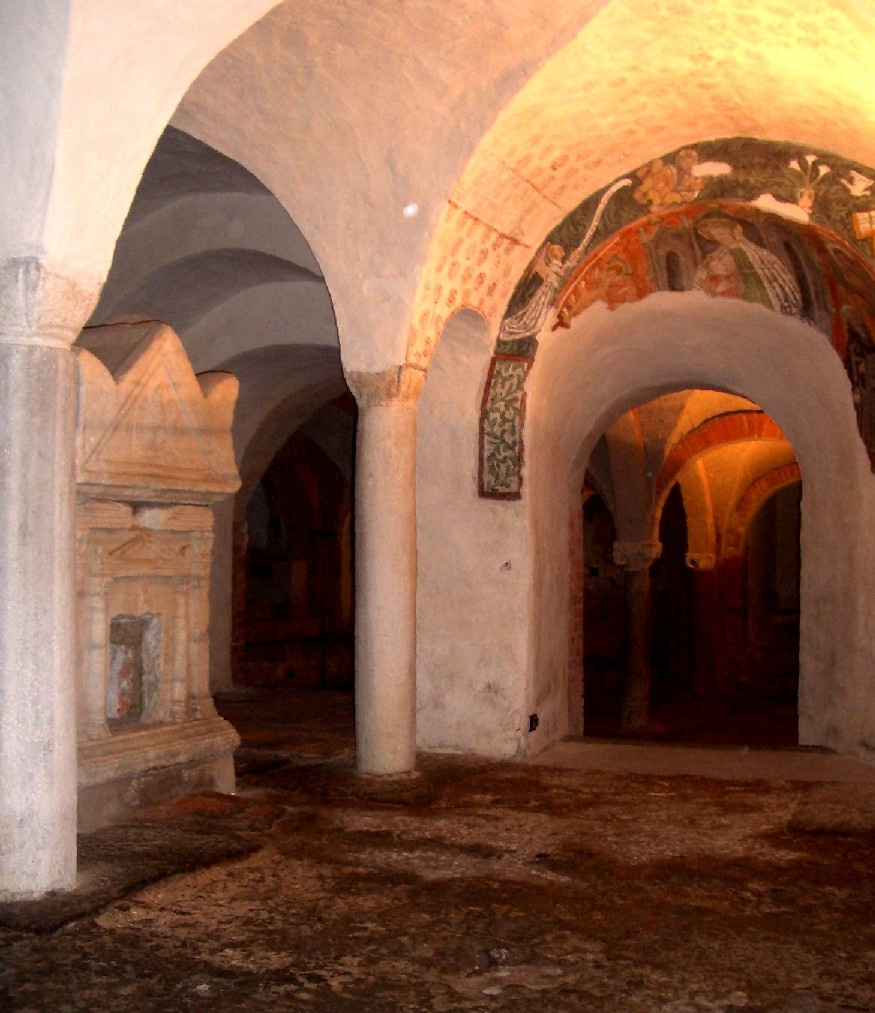
La cripta del Duomo di Ivrea

Tra le opere più significative dell'XI secolo in Italia c'è la chiesa di Santa Maria Maggiore a Lomello (1025-1040), a tre navate con un transetto ribassato, la cui originalità risiede nei grandi archi trasversali che attraversano la navata e nella decorazione delle pareti della navata centrale: qui i pilastri proseguono in lesene fino al cleristorio, mentre gli archi che separano le navate sono appoggiati su semicolonne che sono inglobate nei pilastri stessi di lato; così i blocchi d'imposta dei capitelli (semplici lastre marmoree orizzontali) si trovano più o meno a metà delle prosecuzioni dei pilastri sulla parete, a formare un motivo a Croce. Interessanti sono anche la cripta della Cattedrale di Ivrea, unico resto dell'edificazione avvenuta tra il 969 e il 1002, con l'accostamento tipicamente ottoniano di pilastri e colonne, oppure la chiesa di Sant'Abbondio a Como, che presenta soluzioni simili. Segna un momento di passaggio l'abbazia di Pomposa, consacrata nel 1026 dall'abate Guido, amico personale di Enrico III, dove venne aggiunto un portico con sculture che sembra preannunciare l'impiego di rilievi nelle facciate romaniche. Anche la torre campanaria, del magister Deusdedit (1063), è un precoce esempio di una tipologia edilizia che si diffuse in tutta Italia: a base quadrata e in massiccia muratura, presenta una serie di archetti pensili su ciascun piano tra i quali si aprono finestre di dimensioni sempre maggiori: dalla feritoia alla grande quadrifora al nono livello.

## Pittura e miniatura

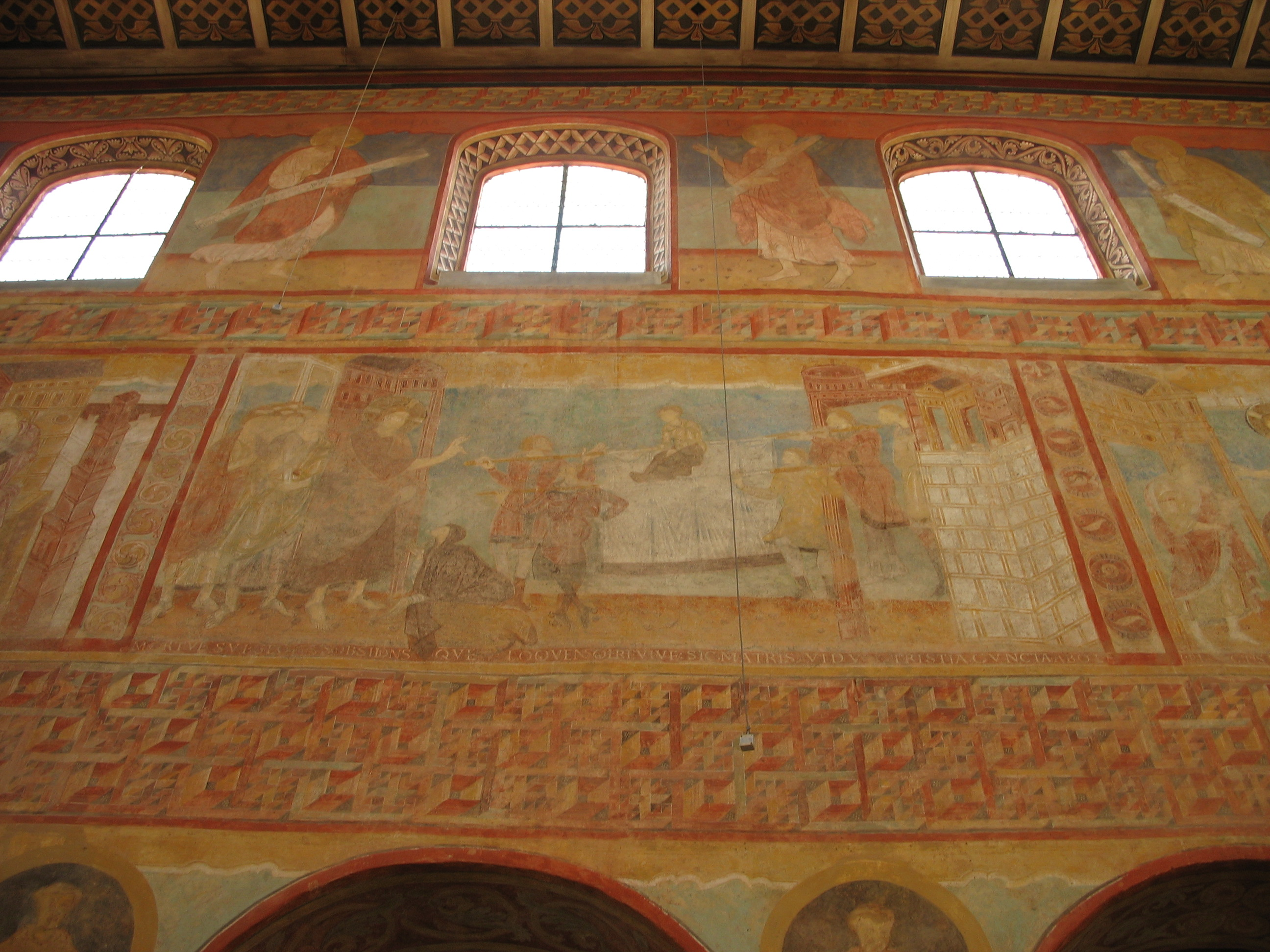
Il ciclo di affreschi di Oberzell

Non possediamo esempi sufficienti per valutare interamente la produzione pittorica ottoniana. Per esempio gli affreschi fatti eseguire da Ottone III nella Cappella palatina di Aquisgrana da un pittore italiano, Giovanni, sono stati ricoperti da intonaco nell'Ottocento e ne restano solo delle copie ad acquerello.
Si è conservato invece un intero ciclo di affreschi con scene della vita di Cristo presso la chiesa di San Giorgio a Oberzell (Isola di Reichenau), risalenti probabilmente all'ultimo quarto del X secolo, quando anche la scuola di miniatura dell'abbazia di Reichenau ebbe la maggiore fioritura. Lo schema degli affreschi riprende tipologie tardo-antiche e ravennati, grazie alla coesione con l'architettura: santi entro clipei nei peducci degli archi, sovrastati da un lungo fregio con una greca policroma, che ricorda la trabeazione; al di sopra sono dipinte entro rettangoli le scene cristologiche, mentre nel cleristorio, tra finestra e finestra, sono affrescate grandi figure di santi.
La scelta degli episodi, descritti da alcune didascalie nella cornice inferiore di ciascuno, riflette la volontà di sottolineare la dimensione eroica e regale di Cristo, con vari miracoli (Cristo che placa la tempesta, Guarigione dell'idropico, ecc.). Lo stile delle raffigurazioni mostra una sapiente disposizione delle figure nelle scene, con l'uso di complesse architetture di sfondo (sebbene incongruenti per dimensioni e prospettiva come negli affreschi della cripta di Saint-Germain d'Auxerre). È interessante notare anche l'aggiornamento delle rappresentazioni alle novità in miniatura della cosiddetta rinascenza macedone, diffusa in occidente dai contatti in seguito al matrimonio della principessa bizantina Teofano con Ottone II.

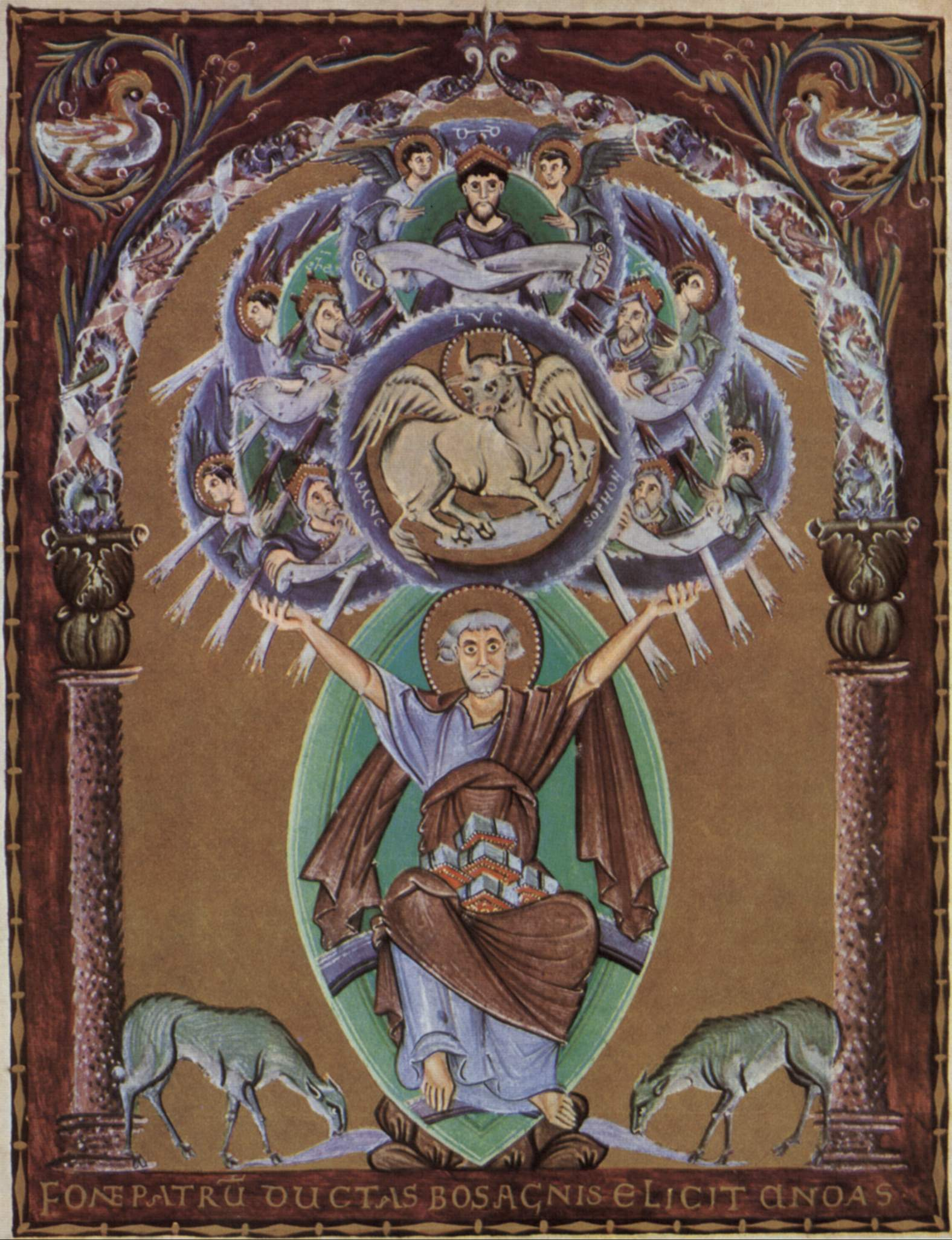
Evangeliario di Ottone III, San Luca

Analogamente alla situazione carolingia ci sono pervenuti un gran numero di codici miniati: i più importanti sono proprio quelli prodotti dallo scriptorium di Reichenau, da dove proveniva anche il maestro degli affreschi di Oberzell. Il punto di partenza è sempre la miniatura carolingia, anche perché in questo periodo si assiste spesso al restauro degli antichi codici con l'aggiunta di nuove scene, come nel Registrum Gregorii, una raccolta delle epistole di Gregorio Magno, fatto integrare con due miniature a piena pagina nel 983 dall'arcivescovo di Treviri Egberto a un ignoto maestro italiano. Queste due miniature raffigurano Ottone in trono circondato dalle province dell'Impero e San Gregorio ispirato dalla colomba mentre detta allo scriba. Nella prima vi è la solenne frontalità dell'imperatore che è movimentata dall'architettura di sfondo che, intuitivamente, crea un gioco di pieni e vuoti con un pacato equilibrio classicheggiante. Nella seconda scena le figure sono incorniciate anche qui da un'architettura, con naturalezza e misura. In entrambe, le figure possiedono una fisicità realistica ed i colori sono scelti in maniera da amalgamarsi gradevolmente (nella prima prevalgono i toni rossi, nella seconda quelli blu), con un ampio ricorso alle lumeggiature per evidenziare i volumi.
Uno sviluppo rispetto al Registrum Gregorii è dato dalle miniature della fine del X secolo, come l'Evangeliario di Ottone III, dove la scena di Ottone attorniato dai grandi dell'impero richiama fortemente il modello precedente, ma se ne discosta per l'architettura più stilizzata (da notare però le testine nei capitelli), con due momenti narrativi da leggere in sequenza. Fa parte dello stesso codice la visionaria miniatura con l'Evangelista Luca, dove invece che seduto in cattedra intento a scrivere egli è rappresentato in una sorta di trasfigurazione epifanica, con una serie di ruote di fuoco aperte sopra di lui che emanano luce, drammaticamente evidenziati dall'oro di sfondo, e che contengono la rappresentazione di Dio in gloria tra gli angeli e i profeti. In basso i due cerbiatti si abbeverano alla fonte del sapere che sgorga dall'evangelista stesso. Si riscontra qui la tendenza all'allegoria che venne poi ulteriormente sviluppata in epoca romanica.
Altri importanti codici sono l'Apocalisse di Enrico II (decorato appena dopo il Mille), dove si nota una forte tendenza anticlassica, con una maggiore libertà nella disposizione dei soggetti nella superficie e un certo geometrismo accentuato dall'assenza di plasticità, o il Codice Aureo di Spira (realizzato ad Echternach nel 1045-1046), dove un artista probabilmente greco, realizzava architetture vividamente geometriche, come nella scena di Enrico II e Cunigonda che offrono il libro alla Vergine, con clipei nella cornice, dove i volti dei santi o dei donatori, molto schematici, contrastano nettamente con il rilievo plastico del volto della Madonna.

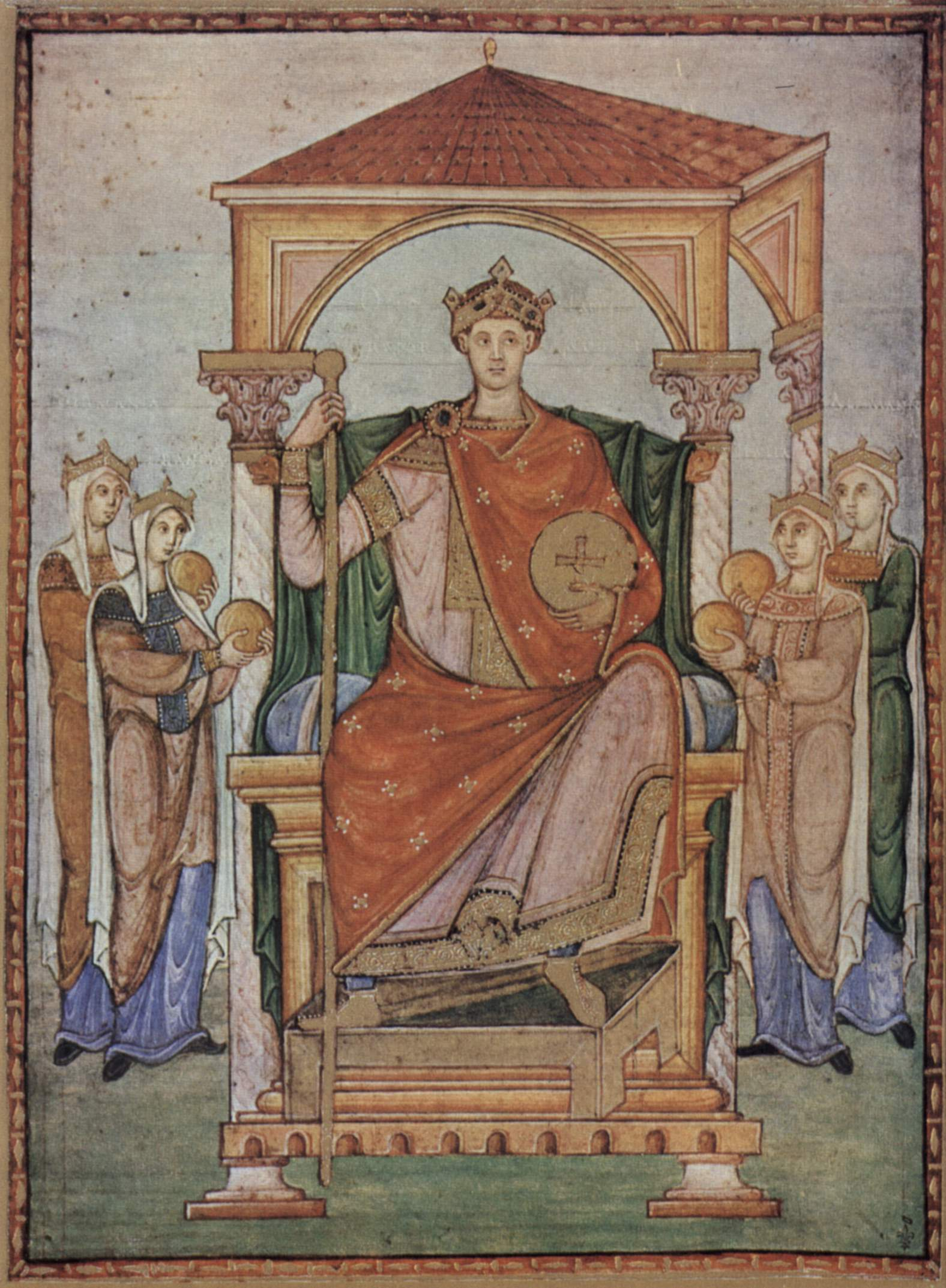
Registrum Gregorii, Ottone II in trono attorniato dalle Province dell'Impero
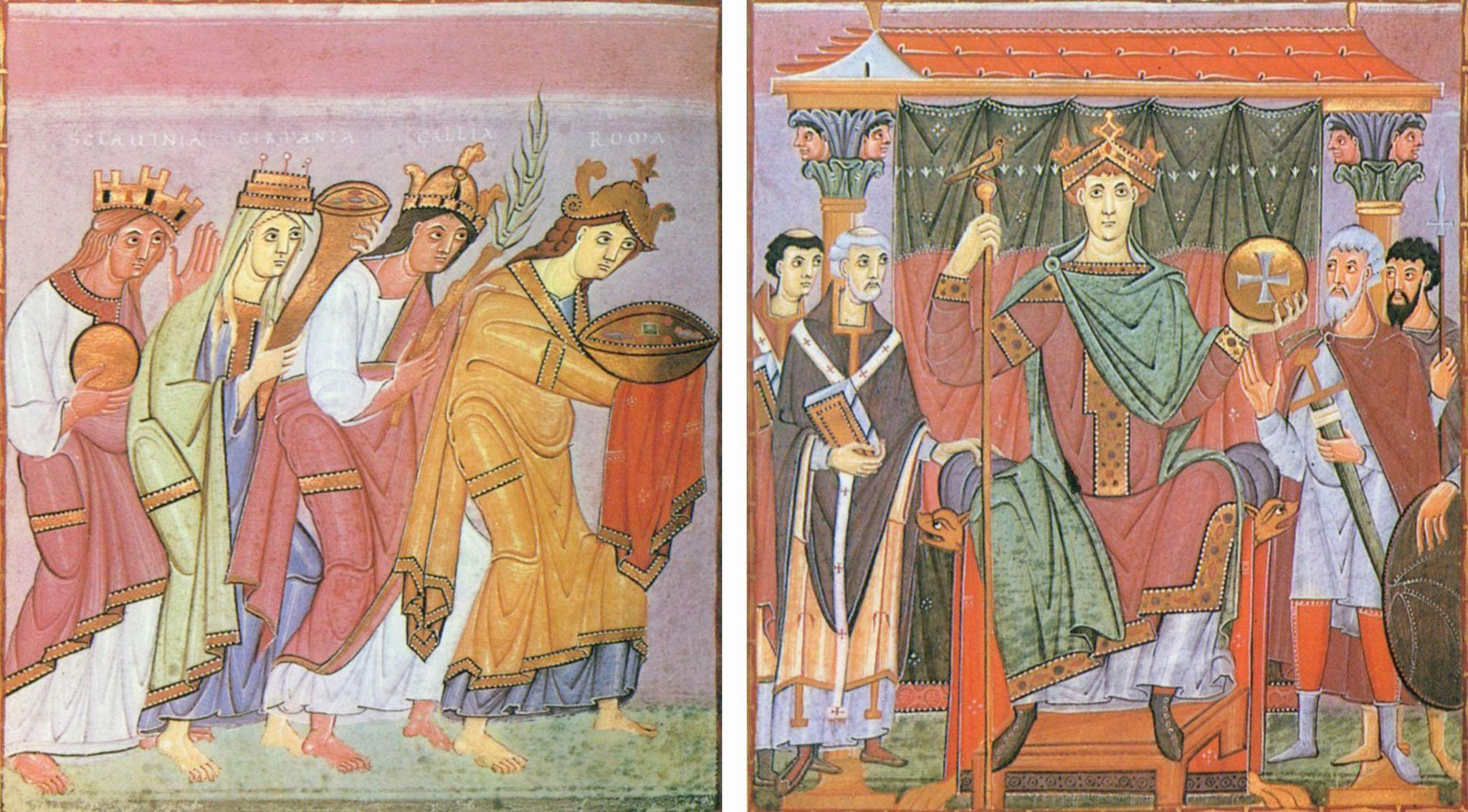
Vangeli di Ottone III, L'imperatore attorniato dai grandi dell'impero
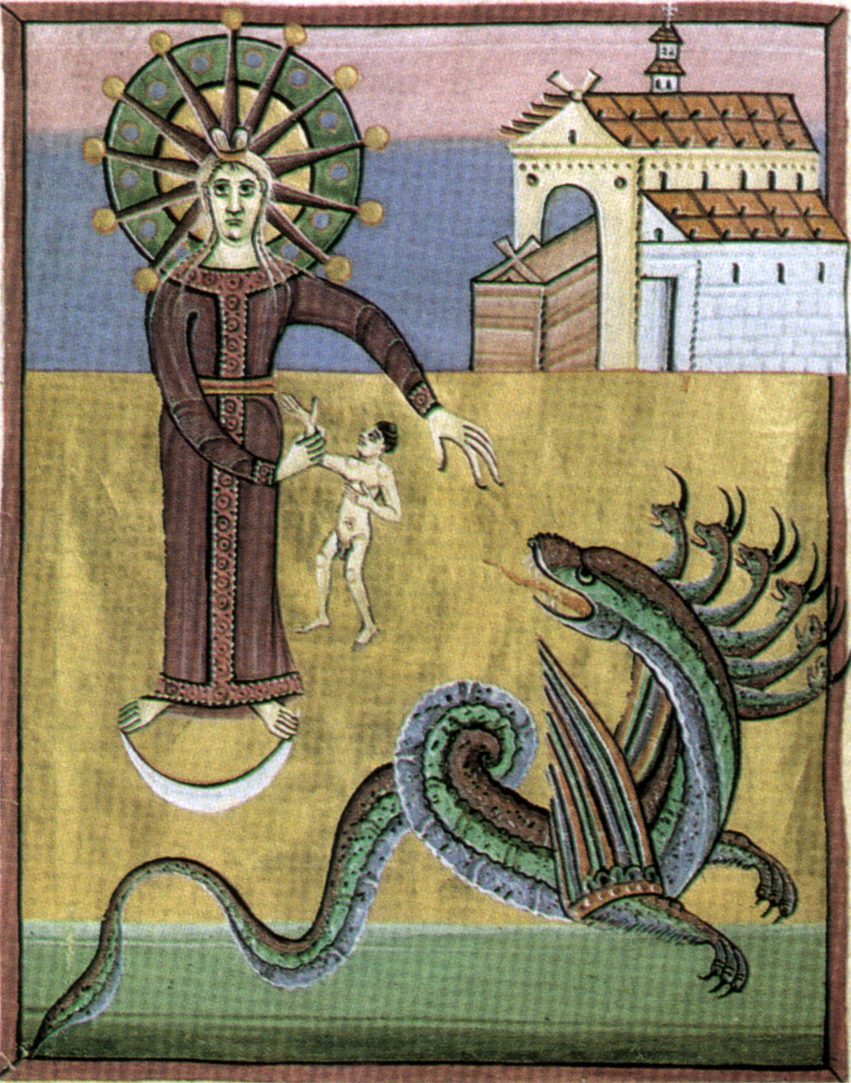
Apocalisse di Enrico II, Il drago minaccia la Donna
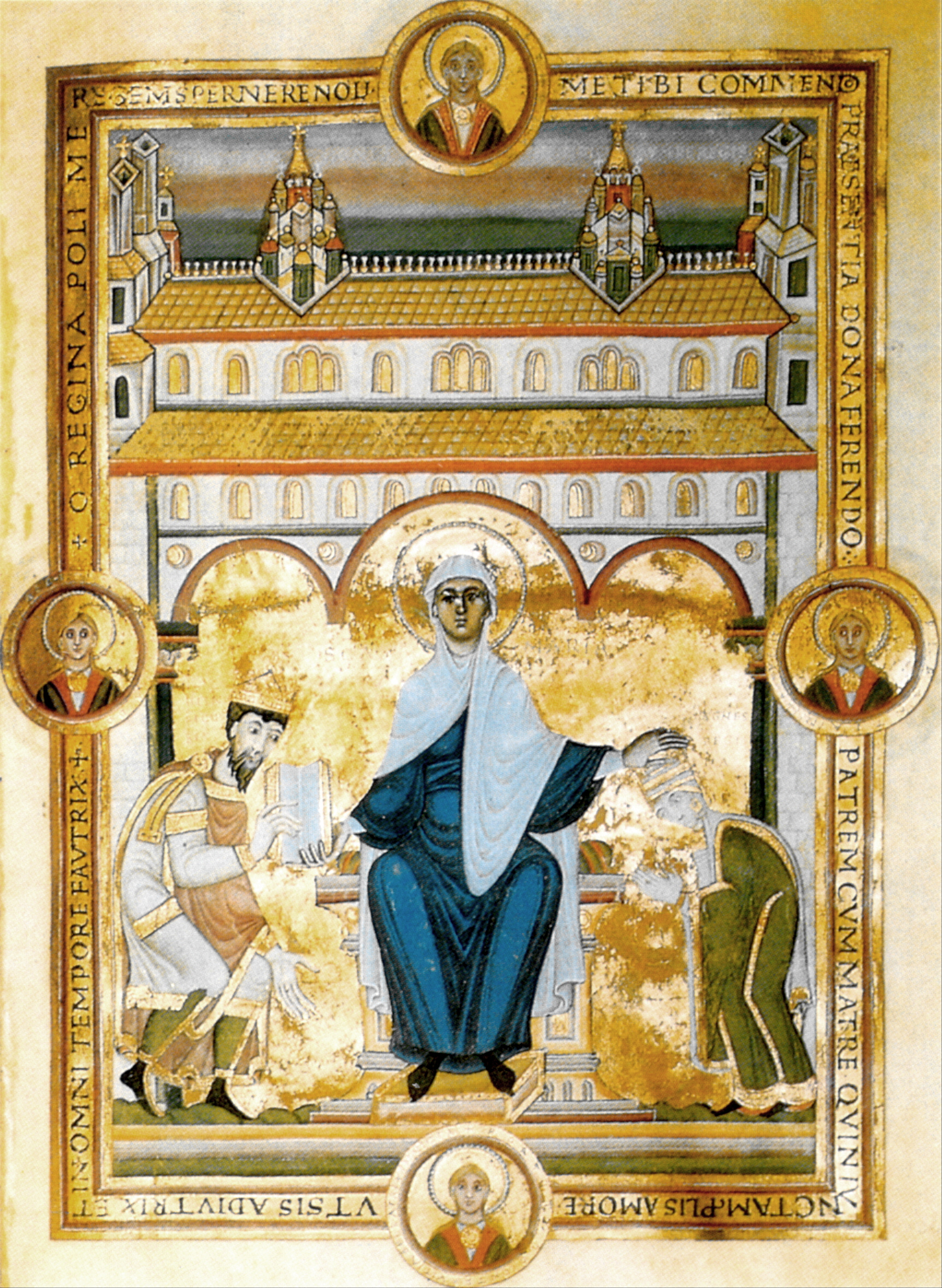
Codice aureo di Spira, Enrico III e la moglie Agnese offrono il libro alla Vergine
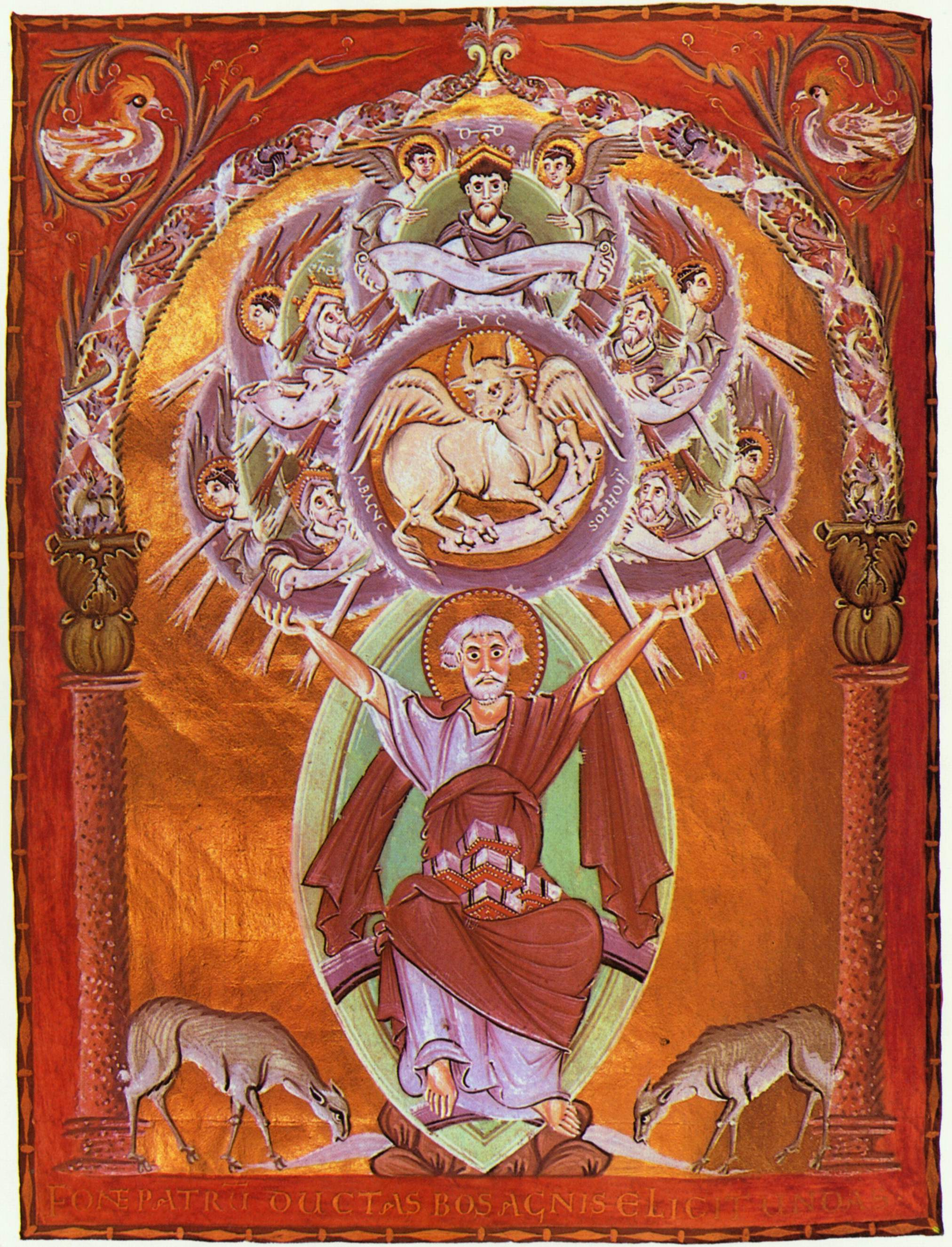
Evangeliario di Ottone III: Luca evangelista
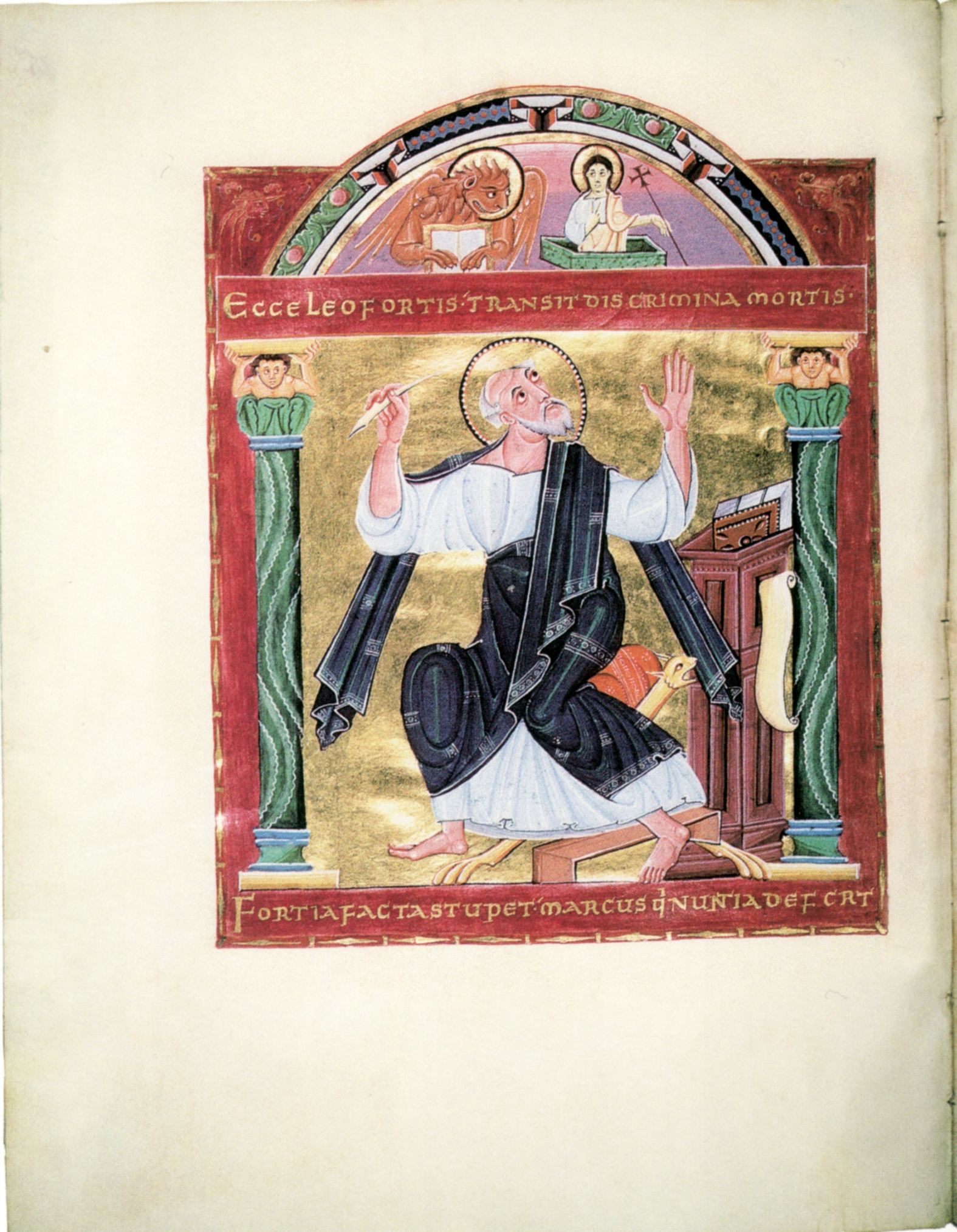
Evangeliario del Duomo di Bamberga: Marco evangelista

### In Italia

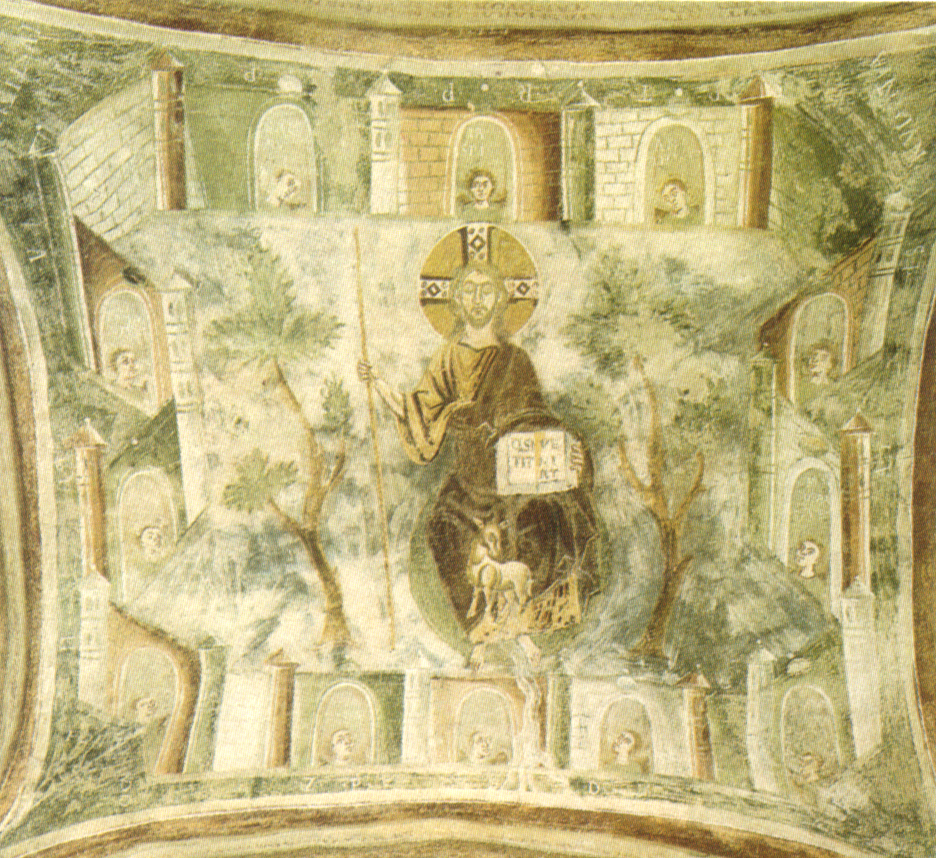
Scena apocalittica, affreschi nella chiesa di San Pietro a Monte

In Italia la regione guida per le novità provenienti da Oltralpe è la Lombardia, dalla quale vengono anche alcuni artisti che ebbero importantissime commissioni alla corte degli ottoni. Restano in Italia alcune commissioni di Ariberto d'Intimiano, sviluppate secondo la nuova sensibilità, come gli affreschi dell'abside della chiesa di San Vincenzo a Galliano, con episodi della vita di San Vincenzo ed Ezechiele e l'arcangelo Gabriele che intercedono per i fedeli (1007-1008). In queste opere si nota un vivace senso plastico tipicamente occidentale, con le "nuove" lumeggiature degli artisti ottoniani, sebbene alcuni dettagli (come le vesti angeliche) siano legati anche all'arte bizantina.
Il Battistero di Novara venne affrescato nello stesso periodo, con Santi e profeti disposti entro arcate, nel registro inferiore, e con Otto scene dell'Apocalisse tra un loggiato con colonnine dipinte in quello superiore. 
Ad Aosta, presso la cattedrale e la collegiata di Sant'Orso si trovano affreschi simili ma più decisamente plastici (inizio dell'XI secolo).
A Civate invece si sono conservati due cicli di affreschi (nella chiesa di San Calogero e in quella di San Pietro al Monte), dove si assiste a un rinnovato interesse per la cultura figurativa bizantina, testimoniato anche dalla coeva scuola di Echternacht. Emblematica è la cosiddetta Scena apocalittica, dove un Cristo in trono siede immateriale al centro del riquadro, mentre corre tutt'intorno uno stilizzato castello con un'intuitiva assonometria a zig-zag vista "a volo d'uccello", dove testine s'affacciano da aperture. Il rigido simmetrismo è alleggerito dalle marcate sfumature luminose.
In Veneto sono da segnalare gli affreschi della chiesa di Chiesa di San Michele Arcangelo (Padova, Pozzoveggiani).

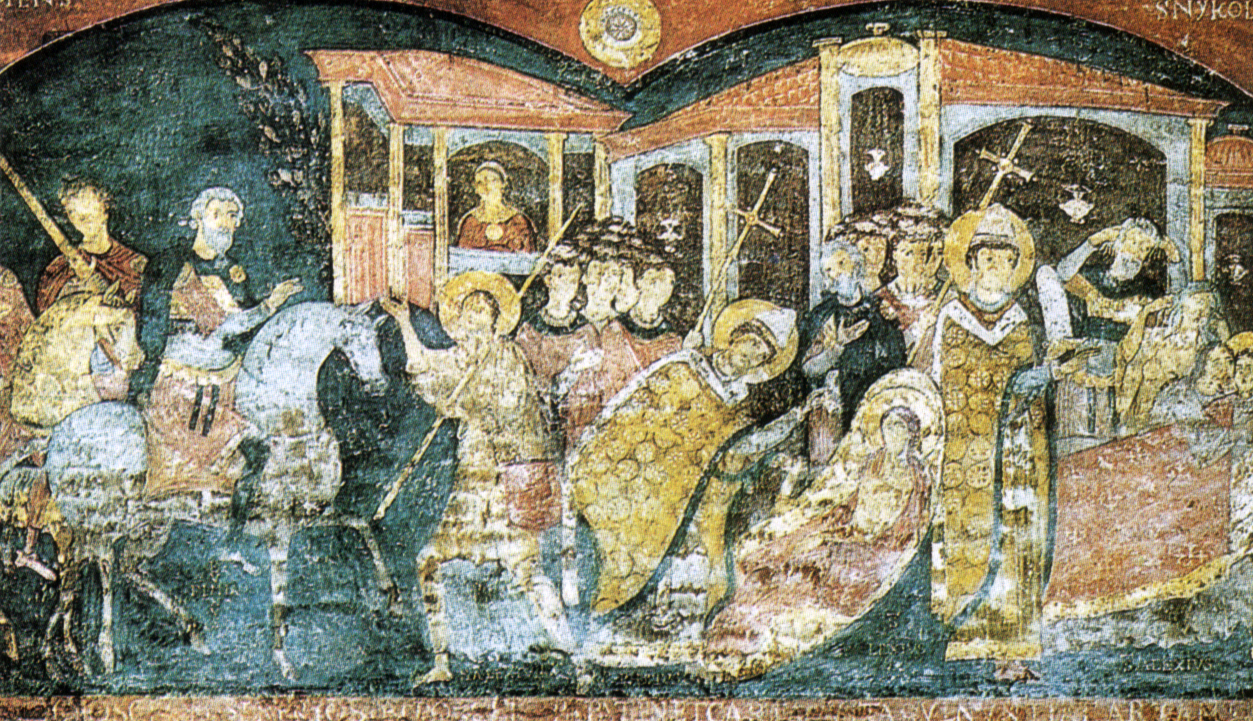
Scene della vita di Sant'Alessio, basilica inferiore di San Clemente, Roma

Grazie al movimento di artisti lombardi anche verso sud, a Roma si ebbe pure un rinnovamento, innestato con le influenze ininterrotte da Bisanzio, che culminò con gli affreschi nella basilica inferiore di San Clemente, dove sono presenti un'abilità compositiva ed un'attenzione alla distribuzione delle figure nello spazio ed ai loro rapporti con le architetture di sfondo che sono del tutto nuove (fine dell'XI secolo). Per marcare l'immediatezza della comprensione della rappresentazione alcune didascalie vennero scritte in volgare e rappresentano una delle più antiche testimonianze della lingua italiana.
Per quanto riguarda l'Italia Meridionale, un'innovazione di questo periodo è l'introduzione dei rotuli nell'area di Benevento, dove già esisteva una rinomata scuola di miniatura, che consistevano in lunghe pergamene arrotolate che venivano usate durante la liturgia: da un lato l'officiante leggeva il testo, dall'altro i fedeli vedevano le immagini illustrative, con un vivace senso narrativo. In Puglia invece l'influenza bizantina era ancora dominante, come testimoniano gli Exsultet dell'XI secolo.

## Oreficeria e scultura

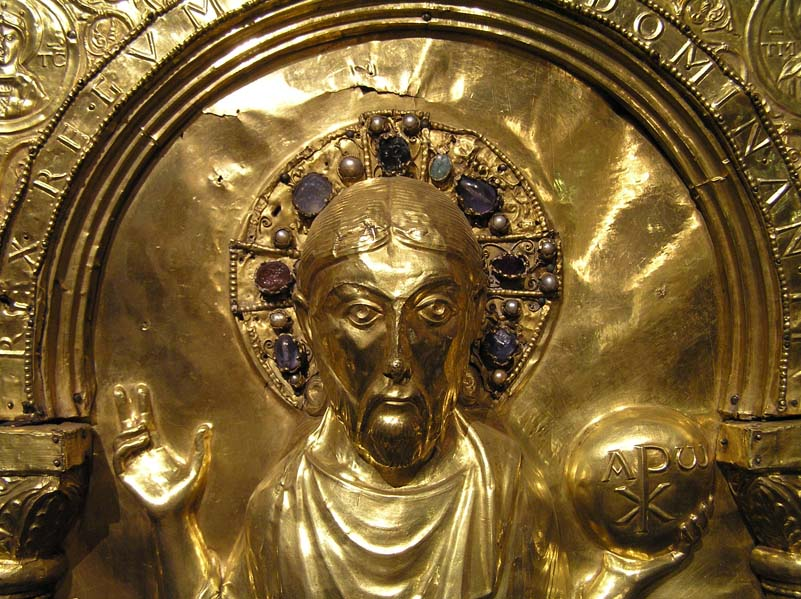
Dettaglio dell'Antependium di Basilea

Anche in scultura (soprattutto su avorio) e oreficeria si riscontrano due tendenze principali opposte, che proseguono ciascuna in un solco già avviato in epoca carolingia.

### Corrente "aulica"
La corrente più "classicista" o "aulica" mostra un pacato equilibrio, ma anche una plasticità verosimile. È riscontrabile per esempio in lavori come la Madonna con Bambino di Magonza (1000 circa), in avorio (un'iconografia ampiamente ripresa nei secoli XI e XII), come la Situla del vescovo Gotofredo (ante 979, Museo del Duomo di Milano), dove le figure sacre sono inserire compostamente in un'architettura con archi e colonne, secondo un'impostazione derivata probabilmente da sarcofagi tardo-antichi o paleocristiani.
Nella vastissima produzione di oreficeria del periodo, questa corrente ha il capolavoro nell'Antependium di Basilea (ante 1024, Parigi, Museo di Cluny), in legno ricoperto da oro sbalzato, pietre e perle (175 x 120 cm.). Venne realizzato probabilmente a Fulda e donato da Enrico II e Cunegonda ad un'importante fondazione benedettina. Vi sono raffigurate cinque arcate su colonne occupate da altrettante figure. Quella centrale è più ampia e contiene il Cristo pantocratore, con i piccolissimi sovrani prostrati ai piedi, mentre nelle altre sono scolpiti tre arcangeli e San Benedetto. L'insieme ha una compostezza aulica, con vari stilemi che richiamano alle coeve esperienze a Bisanzio.

### Corrente "anticlassica"

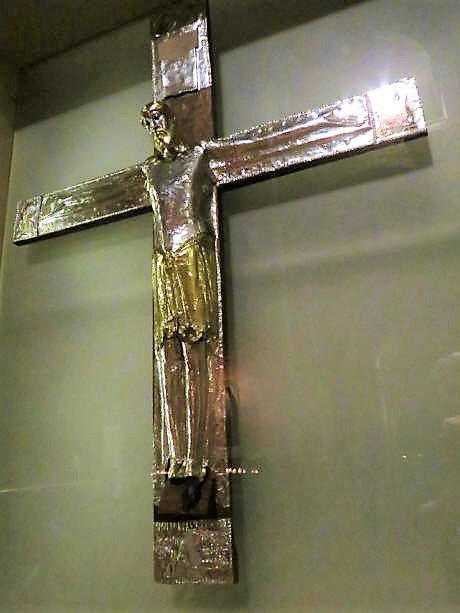
La Croce della badessa Raingarda, X secolo, Pavia, Basilica di San Michele Maggiore

Più o meno contemporaneamente a questi lavori si faceva strada una corrente più innovativa, che ebbe una profonda influenza nella successiva scultura romanica.
Una delle opere più eloquenti di questo stile è la coperta eburnea con l'Incredulità di San Tommaso, del cosiddetto Maestro di Echternacht, dal nome del monastero dove era stato confezionato il codice miniato al quale era stata applicata la coperta (fine del X secolo). Le figure sono schiacciate nello spazio e nonostante il bassissimo rilievo sembrano di un volume dirompente. Cristo, rialzato su un piedistallo, alza il braccio per scoprire la ferita del costato verso la quale sembra arrampicarsi San Tommaso, raffigurato eccezionalmente di spalle e con la testa rovesciata verso l'alto, in uno sforzo quasi epico.
Un'altra opera innovativa si riscontra nel retro della grande Croce di Lotario (38,50 x 50 cm., 1000 circa, conservata nel Tesoro della Cattedrale di Aquisgrana): vi è incisa la crocifissione a bulino, con una sinuosa linearità e drammatico realismo che ricorda le croci dipinte da Cimabue quasi tre secoli dopo. Un'altra rappresentazione simile si trova anche nella monumentale Croce di Gerone (lignea, ante 976), commissionata da Gerone di Colonia, con il corpo del Cristo crocefisso deformato dal peso del corpo abbandonato. Titmaro nella sua Cronaca cita questa opera d'arte. Altre opere simili per precoce concezione realistica, tutte risalenti al periodo ottoniano, sono il Crocifisso di Gerresheim, la Croce di Enghausen e la Croce miracolosa di Elspe, che compongono il gruppo delle più antiche croci monumentali esistenti.
Più posate appaiono le raffigurazioni simili in Italia, sebbene ormai si noti come la rappresentazione si sia ormai spostata sulla figura patetica del Cristo morto, piuttosto che su un'iconografia aulica e trionfale. Tra questi si ricordano la Croce della badessa Raingarda (Pavia, ante 996), la Croce del vescovo Leone (a Vercelli, ante 1026) e la Croce del vescovo Ariberto (a Milano, post 1018).

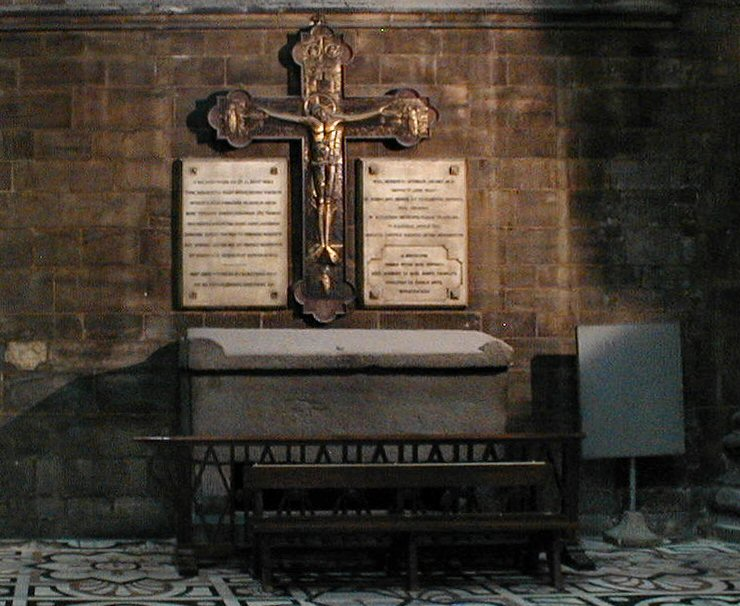
Copia della Croce di Ariberto nel Duomo di Milano.

### I bronzi di Hildesheim
Una notevole testimonianza di scultura in bronzo, risalente all'inizio dell'XI secolo, è la grande porta bronzea della chiesa di San Michele a Hildesheim, montate nel 1015. Vi sono raffigurate otto scene del vecchio testamento su ciascuna, lavorate in altrettanti riquadri incolonnati. La narrazione si dispiega su ciascun episodio in maniera sciolta, con un equilibrato disporsi delle figure nello spazio, secondo schemi decorativi del Salterio di Utrecht e delle bibbie miniate della scuola di Tours.
Gli elementi architettonici e paesistici sono a bassissimo rilievo, mentre le figure umane emergono anche ad alto rilievo, conferendo drammaticità alla rappresentazione. Delle stesse maestranze resta anche la Colonna di Cristo, una colonna istoriata a spirale, realizzata qualche anno prima per la stessa chiesa, dove viene ripreso il modello delle colonne romane (come la Colonna Traiana), aggiornato ai temi cattolici, con la narrazione delle storie di Cristo, dal battesimo fino alla crocefissione, in uno stile solenne e dal notevole risalto plastico.
Le sculture bronzee dei portali della chiesa di Hildesheim trovano un parallelo in Italia in quelle del portale della Basilica di San Zeno a Verona.